# Frederick Wollaston Hutton
Pour les articles homonymes, voir Hutton.
Frederick Wollaston Hutton est un ichtyologiste britannique, né le 16 novembre 1836 à Gate Burton, Lincolnshire et mort le 29 octobre 1905.

## Biographie
Il est le fils d’H.F. Hutton. Il commence ses études à Southwell puis à l’Académie navale de Gosport (Hampshire). Il étudie les sciences appliquées au King's College de Londres avant de devenir officier dans le corps des Royal Welch Fusiliers (fusillers écossais du roi) et prend part à la guerre de Crimée et la révolte des Cipayes.
Hutton revient en Angleterre en 1860 et étudie la géologie à Académie royale militaire de Sandhurst et est élu membre de la Société royale de géologie la même année. En 1861, il fait le compte rendu de l’ouvrage de Charles Darwin (1809-1882), The Origin of Species dans la publication de la Société, The Geologist. Toute sa vie, Hutton fut partisan convaincu de la théorie darwinienne de la sélection naturelle, Darwin lui-même lui enverra une lettre de remerciement.
Il se marie avec Annie Gouger Montgomerie en 1863 et quitte l’armée en 1866 avec le désir de voyager avec sa femme et ses premiers deux enfants en Nouvelle-Zélande (le couple aura, dans ce pays, quatre autres enfants).
Il est géologue assistant du service de recherche géologique de Nouvelle-Zélande en 1871, puis conservateur du muséum d’Otago en 1873. Il enseigne les sciences naturelles à l’université d'Otago de 1877 à 1905 ainsi que la biologie de l’université de Nouvelle-Zélande de 1880 à 1893. Conservateur du muséum de Christchurch.
Hutton devient membre de la Royal Society en 1892 et d’autres sociétés savantes. Il fait paraître Darwinism and Lamarckism en 1899, The Lesson of Evolution en 1902 et Animals of New Zealand en 1904.

## Source
- Allen G. Debus (dir.) (1968). World Who’s Who in Science. A Biographical Dictionary of Notable Scientists from Antiquity to the Present. Marquis-Who’s Who (Chicago) : xvi + 1855 p.